# Ángel María Cortellini
Ángel María Cortellini – hiszpański malarz pochodzący z prowincji Kadyks.
Wcześnie rozpoczął naukę rysunku, był uczniem malarza Joaquina Domíngueza Bécquera. W wieku 17 lat wyjechał do Włoch (jego ojciec pochodził z Piemontu), odwiedził miasta takie jak Turyn, Mediolan i Genua. Po dwóch latach wrócił do Hiszpanii aby dalej studiować malarstwo w Sewilli. W 1847 przeniósł się do Madrytu, gdzie założył własną pracownię i utrzymywał się ze sprzedaży obrazów. Został mianowany nadwornym malarzem i wykonał portrety królowej Izabeli II i jej męża Franciszka de Asís Burbon. Dwukrotnie został wyróżniony I medalem na Krajowej Wystawie Sztuk Pięknych w Madrycie: w 1866 za obraz Portret damy i w 1871 za Bitwę pod Wad-Ras.